# Liste de peintures de Jean-François Millet
Cette page fournit une liste chronologique de peintures de Jean-François Millet (1814-1875).

## Formation et portraits
| Image | Thème          | Titre                                                   | Date      | Technique       | Dimensions      | Lieu de Conservation                      | Référence         |
| ----- | -------------- | ------------------------------------------------------- | --------- | --------------- | --------------- | ----------------------------------------- | ----------------- |
|       | Mythologie     | Les Bergers d'Arcadie                                   | 1836      | huile sur toile | 92 × 110 cm     | Cherbourg-en-Cotentin, musée Thomas-Henry | Base Joconde      |
|       | Allégorie      | La Justice                                              | 1837      | huile sur toile | 41 × 32 cm      | Cherbourg-en-Cotentin, musée Thomas-Henry | Base Joconde      |
|       | Académie       | Académie d'homme                                        | 1837-1838 | huile sur toile | 81 × 65 cm      | Cherbourg-en-Cotentin, musée Thomas-Henry | Base Joconde      |
|       | Religieux      | La Lapidation de saint Étienne                          | 1837-1840 | huile sur toile | 33 × 41 cm      | Cherbourg-en-Cotentin, musée Thomas-Henry | Base Joconde      |
|       | Mythologie     | Prométhée                                               | 1839      | huile sur toile | 32 × 41 cm      | Cherbourg-en-Cotentin, musée Thomas-Henry | Base Joconde      |
|       | Portrait       | Jeune Femme                                             | 1839–1849 | huile sur toile | 52 × 62 cm      | Art Institute of Chicago                  | Musée             |
|       | Scène de genre | Le Conteur arabe                                        | 1840      | huile sur toile | 46 × 38 cm      | Cherbourg-en-Cotentin, musée Thomas-Henry | Base Joconde      |
|       | Portrait       | Monsieur Martin, vétérinaire                            | 1840      | huile sur toile | 68 × 60 cm      | Cleveland Museum of Art                   | Musée             |
|       | Portrait       | Leconte de Lisle                                        | 1840-1841 | huile sur toile | 117 × 81 cm     | National Gallery of Art, Washington       | Musée             |
|       | Portrait       | Portrait d'homme                                        | 1840-1841 | huile sur toile | 59 × 47 cm      | Tokyo Fuji Art Museum                     | Musée             |
|       | Portrait       | Autoportrait                                            | 1840-1841 | huile sur toile | 63 × 47 cm      | Musée des Beaux-Arts (Boston)             | Musée             |
|       | Portrait       | Autoportrait                                            | 1841      | huile sur toile | 73 × 60 cm      | Cherbourg-en-Cotentin, musée Thomas-Henry | Base Joconde      |
|       | Portrait       | Portrait d'Amand Ono                                    | 1841      | huile sur toile | 73 × 60 cm      | Cherbourg-en-Cotentin, musée Thomas-Henry | Base Joconde      |
|       | Portrait       | Portrait de Pierre Ono                                  | 1841      | huile sur toile | 73 × 60 cm      | Cherbourg-en-Cotentin, musée Thomas-Henry | Base Joconde      |
|       | Portrait       | Portrait de Louise-Antoinette Feuardent                 | 1841      | huile sur toile | 73 × 60 cm      | Getty Center, Los Angeles                 | Musée             |
|       | Portrait       | Autoportrait (Moïse tenant les tables de la Loi)        | 1841      | huile sur toile | 132 × 100 cm    | Cherbourg-en-Cotentin, musée Thomas-Henry | Base Joconde      |
|       | Portrait       | Portrait de Javain, maire de Cherbourg de 1830 à 1833   | 1841      | huile sur toile | 100 × 81 cm     | Cherbourg-en-Cotentin, musée Thomas-Henry | Base Joconde      |
|       | Portrait       | Monsieur Frigot                                         | 1841      | huile           | 46 × 38 cm      | Galerie nationale de Finlande, Helsinki   | Musée             |
|       | Portrait       | Madame Frigot                                           | 1841      | huile sur toile | 46 × 38 cm      | Nationalmuseum , Stockholm                | Musée             |
|       | Portrait       | Madame Catherine Chancoigne                             | 1841      | huile sur toile | 73 × 60 cm      | Detroit Institute of Arts                 | Musée             |
|       | Portrait       | Madame Valmont                                          | 1841 vers | huile sur toile | 101 × 81 cm     | Musée d'art de Saint-Louis                | Musée             |
|       | Portrait       | Pauline Ono en robe bleue (Première Femme de l'artiste) | 1841-1842 | huile sur toile | 73 × 60 cm      | musée Thomas-Henry, Cherbourg-en-Cotentin | Base Joconde      |
|       | Histoire       | Sarcophage antique                                      | 1841      |                 |                 | Musée d'Art classique de Mougins          | [réf. nécessaire] |
|       | Intérieur      | Intérieur de cuisine normande                           | 1842      |                 |                 | Musée de Châlons-en-Champagne             | [réf. nécessaire] |
|       | Portrait       | Portrait de madame veuve Roumy                          | 1842      | huile sur toile | 73 × 60 cm      | musée Thomas-Henry, Cherbourg-en-Cotentin | Base Joconde      |
|       | Portrait       | Portrait de madame Ono ou Une Tante de Pauline Ono      | 1842      | huile sur toile | 73 × 60 cm      | musée Thomas-Henry, Cherbourg-en-Cotentin | Base Joconde      |
|       | Scène de genre | Scène dans un parc                                      | 1842      | huile sur toile | 25 × 33 cm      | musée Thomas-Henry, Cherbourg-en-Cotentin | Base Joconde      |
|       | Portrait       | Petit Génie de la peinture                              | 1842      | huile sur toile | 21 × 16 cm      | musée Thomas-Henry, Cherbourg-en-Cotentin | Base Joconde      |
|       | Scène de genre | Bergère filant                                          | 1842-1843 | huile sur toile | 26 × 32 cm      | musée Thomas-Henry, Cherbourg-en-Cotentin | Base Joconde      |
|       | Portrait       | L'Homme à la pipe ou Portrait d'Armand Ono              | 1843 vers | huile sur toile | 100,8 × 80,8 cm | Cherbourg-en-Cotentin, musée Thomas-Henry | Base Joconde      |
|       | Portrait       | Portrait de Pauline Ono en déshabillé                   | 1843-1844 | huile sur toile | 100,2 × 81,2 cm | Cherbourg-en-Cotentin, musée Thomas-Henry | Base Joconde      |
|       | Portrait       | Madame Deslongchamps et sa fille Madame de Vaudiville   | 1843-1844 | huile sur toile | 81 × 100 cm     | Cherbourg-en-Cotentin, musée Thomas-Henry | Base Joconde      |

## Carrière parisienne et "manière fleurie"
| Image | Thème          | Titre                                               | Date      | Technique                 | Dimensions     | Lieu de Conservation                      | Référence    |
| ----- | -------------- | --------------------------------------------------- | --------- | ------------------------- | -------------- | ----------------------------------------- | ------------ |
|       | Nu             | Femme nue couchée                                   | 1844-1845 | huile sur toile           | 33 × 41 cm     | musée d'Orsay, Paris                      | Musée        |
|       | Portrait       | Portrait présumé de madame Ono (mère de Pauline)    | 1844-1845 | huile sur toile           | 37 × 28 cm     | Cherbourg-en-Cotentin, musée Thomas-Henry | Base Joconde |
|       | Portrait       | Portrait de Augustin-Ambroise Langevin              | 1844      | huile sur toile           | 56 × 46 cm     | Cherbourg-en-Cotentin, musée Thomas-Henry | Base Joconde |
|       | Portrait       | Portrait de Charles-André Langevin                  | 1845      | huile sur toile           |                | Musée André-Malraux, Le Havre             | Musée        |
|       | Portrait       | Catherine Lemaire                                   | 1845      | huile sur toile           | 81 × 63 cm     | Cherbourg-en-Cotentin, musée Thomas-Henry | Base Joconde |
|       | Portrait       | Portrait d'homme                                    | 1845 vers | huile sur toile           | 41 × 32 cm     | National Gallery of Art, Washington       | Musée        |
|       | Mythologie     | Le Repos de Diane                                   | 1845 vers | huile sur toile           | 41 × 33 cm     | Musée d'Art du comté de Los Angeles       | Musée        |
|       | Religieux      | La Tentation de saint Antoine                       | 1846      | huile sur toile           | 17 × 22 cm     | Cherbourg-en-Cotentin, musée Thomas-Henry | Base Joconde |
|       | Scène de genre | À l'abri de l'orage                                 | 1846 vers | huile sur toile           | 46,4 × 38,1 cm | New York, Metropolitan Museum of Art      | Musée        |
|       | Nu             | Baigneuse au bord de l'eau                          | 1846-1847 | huile sur panneau de bois | 27 × 19 cm     | musée des beaux-arts de Dijon             | Musée        |
|       | Scène de genre | Femme et Enfant dans un paysage                     | 1846-1847 | huile sur toile           | 46 × 38 cm     | National Gallery, Londres                 | Musée        |
|       | Scène de genre | Retour des champs                                   | 1846-1847 | huile sur toile           | 68 × 60 cm     | Cleveland Museum of Art                   | Musée        |
|       | Scène de genre | Femme allongée dans un paysage                      | 1846-1847 | huile sur toile           | 19 × 33 cm     | Musée des Beaux-Arts (Boston)             | Musée        |
|       | Nu             | La Baigneuse                                        | 1846-1848 | huile sur panneau de bois | 18,5 × 24,1 cm | Washington D.C., National Gallery of Art  | Musée        |
|       | Nu             | Mercure conduisant les vaches d'Argus à l'eau Etude | 1846-1848 | huile sur toile           | 44 × 65 cm     | Musée d'Art du comté de Los Angeles       | Musée        |
|       | Scène de genre | La Baigneuse                                        | 1846-1848 | huile sur toile           | 32 × 24 cm     | Yale University Art Gallery               | Musée        |
|       | Mythologie     | Œdipe descendu de l'arbre                           | 1847      | huile sur toile           | 136 × 77 cm    | Musée des beaux-arts du Canada, Ottawa    | Musée        |
|       | Allégorie      | L'Amour vainqueur                                   | 1847-1848 | huile sur bois            | 39 × 25 cm     | Cherbourg-en-Cotentin, musée Thomas-Henry | Base Joconde |

## Le Travail paysan à Barbizon. Années 1850
| Image | Thème          | Titre                                                       | Date                  | Technique                             | Dimensions     | Lieu de Conservation                                 | Référence                             |
| ----- | -------------- | ----------------------------------------------------------- | --------------------- | ------------------------------------- | -------------- | ---------------------------------------------------- | ------------------------------------- |
|       | Scène de genre | Homme retournant le sol                                     | 1847-1850             | huile sur toile                       | 25 × 32 cm     | Musée des Beaux-Arts (Boston)                        | Musée                                 |
|       | Scène de genre | Un vanneur                                                  | 1847-1848             | huile sur toile                       | 100 × 71 cm    | National Gallery, Londres                            | Musée                                 |
|       | Scène de genre | Un vanneur (réplique)                                       | 1848                  | huile sur bois                        | 79 × 58 cm     | Musée d'Orsay, Paris                                 | Musée                                 |
|       | Scène de genre | Un vanneur Réplique                                         | 1848 vers             | huile sur bois                        | 38 × 29 cm     | Musée du Louvre, Paris                               | Musée                                 |
|       | Scène de genre | Le Repos des faneurs                                        | 1848                  | huile sur toile                       | 89 × 116 cm    | musée d'Orsay, Paris                                 | Musée                                 |
|       | Paysage        | Le Rocher du Castel Vendon                                  | 1848                  | huile sur toile                       | 28 × 37 cm     | Cherbourg-en-Cotentin, musée Thomas-Henry            | [réf. nécessaire]                     |
|       | Paysage        | Rêverie de jeune paysanne                                   | 1848                  | huile sur panneau                     | 22 × 16 cm     | Musée des Beaux-Arts (Boston)                        | Musée                                 |
|       | Scène de genre | Femme ajustant ses bas                                      | 1848 vers             | huile sur panneau                     | 22 × 13 cm     | Collection Burrell, Glasgow                          | Art UK                                |
|       | Scène de genre | La Laitière normande                                        | 1848-1849             | huile sur panneau                     | 37 × 23 cm     | Musée d'Art de l'université de Princeton             | Musée                                 |
|       | Scène de genre | Jeune femme barattant du beurre                             | 1848-1851             | huile sur panneau                     | 57 × 36 cm     | Musée des Beaux-Arts (Boston)                        | Musée                                 |
|       | Scène de genre | Paysan avec une brouette                                    | 1848-1852             | huile sur toile                       | 46 × 38 cm     | Musée d'Art d'Indianapolis                           | Musée                                 |
|       | Scène de genre | Tonnelier resserrant un cordage sur un tonneau              | 1848-1852             | huile sur toile                       | 45 × 33 cm     | Musée des Beaux-Arts (Boston)                        | Musée                                 |
|       | Scène de genre | Une bergère                                                 | 1849                  | huile sur panneau                     | 30 × 16 cm     | Collection Burrell, Glasgow                          | Art UK                                |
|       | Scène de genre | Le Semeur                                                   | 1850                  | huile sur toile                       | 102 × 83 cm    | Musée des Beaux-Arts (Boston)                        | Musée                                 |
|       | Scène de genre | La Femme du peintre                                         | 1850 vers             | huile sur panneau                     | 27 × 36 cm     | Musée national des Beaux-Arts (Argentine)            | Musée                                 |
|       | Portrait       | Portrait de Paul François Collot marchand de nouveautés     | 1850 vers             | huile sur toile                       | 65 × 54 cm     | Musée des Beaux-Arts de Dijon                        | Musée d'Orsay                         |
|       | Portrait       | Autoportrait                                                | 1850 vers             | huile sur toile                       | 45 × 40 cm     | Österreichische Galerie Belvedere, Vienne            | Musée                                 |
|       | Portrait       | Briser le lin                                               | 1850-1851             | huile sur toile                       | 46 × 37 cm     | Walters Art Museum, Baltimore                        | Musée                                 |
|       | Scène de genre | Les Botteleurs de foin                                      | 1850-1851 Salon       | huile sur toile                       | 56 × 65 cm     | musée du Louvre, Paris                               | Musée                                 |
|       | Scène de genre | Moissonneurs au repos (Ruth et Boaz)                        | 1850-1853             | huile sur toile                       | 67 × 120 cm    | Musée des Beaux-Arts (Boston)                        | Musée                                 |
|       | Paysage        | La Nuit étoilée                                             | 1850-1865             | huile sur toile                       | 65 × 81 cm     | Yale University Art gallery, New Haven               | Musée                                 |
|       | Scène de genre | Le Départ pour le travail                                   | 1851-1853             | huile sur toile                       | 56 × 46 cm     | musée d'art de Cincinnati                            | Musée                                 |
|       | Religieux      | Notre-Dame de Lorette                                       | 1851 vers             | huile sur toile                       | 232 × 132 cm   | musée des beaux-arts de Dijon                        | Musée                                 |
|       | Scène de genre | Les Scieurs de bois                                         | 1850-1852             | huile sur toile                       | 57 × 81 cm     | Victoria & Albert Museum                             | Musée                                 |
|       | Scène de genre | La Bergère                                                  | 1850-1852             | huile sur toile                       | 20 × 32 cm     | Victoria & Albert Museum, Londres                    | Musée                                 |
|       | Scène de genre | Femmes ramassant du bois de chauffage                       | 1850 début des années | huile sur toile                       | 37 × 45 cm     | Musée des Beaux-Arts Pouchkine, Moscou               | Musée                                 |
|       | Scène de genre | Trois Hommes en train de tondre des moutons dans une grange | 1852 vers             | huile sur toile marouflée sur panneau | 24 × 39 cm     | Musée des Beaux-Arts (Boston)                        | Musée                                 |
|       | Scène de genre | Bergère assise                                              | 1852 vers             | huile sur toile                       | 46 × 38 cm     | Minneapolis Institute of Art                         | Musée                                 |
|       | Scène de genre | Les Porteuses de fagots                                     | 1852 vers             | huile sur toile                       | 37 × 29 cm     | Musée de l'Ermitage, Saint-Petersbourg               | Musée                                 |
|       | Scène de genre | Cueilleuses de pommes                                       | 1852 vers             | huile sur toile                       | 61 × 59 cm     | Arnot Art Museum, Elmira                             | Musée                                 |
|       | Scène de genre | Dans le vignoble                                            | 1852-1853             | huile sur toile                       | 37 × 30 cm     | Musée des Beaux-Arts (Boston)                        | Musée                                 |
|       | Scène de genre | Une laitière                                                | 1853 vers             | huile sur toile                       | 32 × 24 cm     | Barber Institute of Fine Arts, Birmingham            | Musée                                 |
|       | Scène de genre | Femme cousant sous la lampe (La Veillée)                    | 1853-1854             | huile sur panneau                     | 35 × 27 cm     | Musée des Beaux-Arts (Boston)                        | Musée                                 |
|       | Scène de genre | L'Attente                                                   | 1853-1861             | huile sur toile                       | 84 × 122 cm    | Musée d'art Nelson-Atkins, Kansas City               | Musée                                 |
|       | Scène de genre | Paysanne enfournant son pain                                | 1854                  | huile sur toile                       | 55 × 46 cm     | Otterlo, musée Kröller-Müller                        | Musée                                 |
|       | Scène de genre | Scène de jardin                                             | 1854                  | huile sur toile                       | 17 × 21 cm     | Metropolitan Museum, New York                        | Musée                                 |
|       | Scène de genre | Le Puits de Gruchy                                          | 1854                  | huile sur toile                       | 40 × 32 cm     | Victoria & Albert Museum, Londres                    | Musée                                 |
|       | Scène de genre | La Maison familiale de Millet à Gruchy                      | 1854                  | huile sur toile                       | 60 × 74 cm     | Musée des Beaux-Arts (Boston)                        | Musée                                 |
|       | Scène de genre | Leçon de tricot                                             | 1854                  | huile sur toile                       | 47 × 38 cm     | Musée des Beaux-Arts (Boston)                        | Musée                                 |
|       | Scène de genre | Femme trayant une vache                                     | 1854-1860             | huile sur toile                       | 72 × 59 cm     | Musée d'Art Bridgestone, Tokyo                       | Google Arts                           |
|       | Scène de genre | La Récolte des pommes de terre                              | 1855                  | huile sur toile                       | 54 × 65 cm     | Walters Art Museum, Baltimore                        | Musée                                 |
|       | Scène de genre | Femme et Enfant (silence)                                   | 1855                  | huile sur toile                       | 45 × 38 cm     | Art Institute of Chicago                             | Musée                                 |
|       | Scène de genre | Agriculteur greffant un arbre                               | 1855                  | huile sur toile                       | 80 × 100 cm    | Neue Pinakothek, Munich                              | Musée                                 |
|       | Scène de genre | Lavandières                                                 | 1855 vers             | huile sur toile                       | 43 × 54 cm     | Musée des Beaux-Arts (Boston),                       | Musée                                 |
|       | Scène de genre | Les Bûcherons ou Bûcherons dans une forêt française         | 1855 vers             | huile sur bois                        | 23 × 32 cm     | Musée d'Orsay, Paris                                 | Musée                                 |
|       | Scène de genre | La Précaution maternelle                                    | 1855-1857             | huile sur bois                        | 29 × 20 cm     | musée du Louvre, Paris                               | Musée                                 |
|       | Scène de genre | Femme filant                                                | 1855-1860             | huile sur panneau                     | 39 × 29 cm     | Clark Art Institute, Williamstown                    | Musée                                 |
|       | Scène de genre | La Porteuse d'eau                                           | 1855-1865             |                                       | 41 × 33 cm     | Musée Van Gogh, Amsterdam prêt du Rijksmuseum        | Musée                                 |
|       | Paysage        | Hameau Cousin à Gréville                                    | 1855-1873             | huile sur toile                       | 74 × 92 cm     | Musée des beaux-arts de Reims                        | Musée                                 |
|       | Portrait       | Bergère assise sur un rocher                                | 1856                  | huile sur bois                        | 35,9 × 28,3 cm | New York, Metropolitan Museum of Art                 | Musée                                 |
|       | Scène de genre | La Cardeuse de laine                                        | 1856                  | huile sur toile                       | 89 × 56 cm     | Musée Van Gogh, Amsterdam Prêt du Stedelijk Museum   | bêcheurs l/collectie/s0197B1999 Musée |
|       | Scène de genre | Les Deux Bêcheurs                                           | 1856                  | peinture                              | 81 × 100 cm    | Tweed Museum of Art Université du Minnesota à Duluth | Musée                                 |
|       | Paysage        | Le Bout du hameau de Gruchy                                 | 1856                  | Huile sur toile                       | 46 × 56 cm     | Musée des Beaux-Arts (Boston)                        | Musée                                 |
|       | Scène de genre | Femme avec un râteau                                        | 1856-1857             | huile sur toile                       | 39,7 × 34,3 cm | New York, Metropolitan Museum of Art                 | Musée                                 |
|       | Scène de genre | La Bergère tricoteuse                                       | 1856-1857             | pastel                                | 34 × 25 cm     | Musée d'art de Saint-Louis                           | Musée                                 |
|       | Scène de genre | Les Glaneuses                                               | 1857                  | huile sur toile                       | 83 × 110 cm    | musée d'Orsay, Paris                                 | Musée                                 |
|       | Scène de genre | Les Tondeurs                                                | 1857                  | huile sur toile                       | 41 × 28 cm     | Art Institute of Chicago                             | Musée                                 |
|       | Scène de genre | L'Angélus                                                   | 1857-1859             | huile sur toile                       | 55 × 66 cm     | musée d'Orsay, Paris                                 | Musée                                 |
|       | Scène de genre | Le Repos au milieu du jour                                  | 1858 doute            | pastel sur papier                     | 36 × 46 cm     | Musée des Beaux-Arts de Reims                        | Musée                                 |
|       | Scène de genre | La Charité                                                  | 1859                  | huile sur bois                        | 40 × 45 cm     | musée Thomas-Henry, Cherbourg-en-Cotentin            | Base Joconde                          |
|       | Scène de genre | La Bergerie, clair de lune                                  | 1856-1860             | huile sur panneau                     | 45 × 63 cm     | Walters Art Museum, Baltimore                        | Musée                                 |
|       | Allégorie      | La Mort et le Bûcheron                                      | 1858-1859             | huile sur toile                       | 77 × 98 cm     | Ny Carlsberg Glyptothek, Copenhague                  | Kunstindeks                           |
|       | Scène de genre | La Tricoteuse dit aussi, Une bergère assise tricotant       | 1858-1860             | huile sur bois                        | 39 × 29 cm     | Musée d'Orsay, Paris                                 | Base Joconde                          |
|       | Scène de genre | Femme cousant près de son enfant endormi                    | 1858-1862             | huile sur panneau                     | 34 × 27 cm     | Musée des Beaux-Arts (Boston)                        | Musée                                 |
|       | Scène de genre | Le Coupeur de bois                                          | 1858-1866             | huile sur toile                       | 81 × 65 cm     | Art Institute of Chicago                             | Musée                                 |
|       | Scène de genre | La Brûleuse d'herbes                                        | 1859-1860             | huile sur toile                       | 38 × 29 cm     | Musée du Louvre, Paris                               | Musée                                 |
|       | Scène de genre | La Becquée                                                  | 1860 vers             | huile sur toile                       | 70 × 60 cm     | Musée national Zabana d'Oran, Algérie                | Ambassade d'Algérie                   |
|       | Scène de genre | La Leçon de couture                                         | 1860 vers             | fusain et pastel                      | 38 × 31 cm     | Crocker Art Museum                                   | [réf. nécessaire]                     |
|       | Scène de genre | La Leçon de tricot                                          | 1860 vers             | huile sur panneau                     | 40 × 31 cm     | Musée des Beaux-Arts (Boston)                        | Musée                                 |
|       | Scène de genre | Paysanne revenant du puits                                  | 1860 vers             | huile sur panneau                     | 26 × 18 cm     | Clark Art Institute , Williamstown                   | Musée                                 |
|       | Scène de genre | L'Homme à la houe                                           | 1860-1862             | huile sur toile                       | 82 × 100 cm    | Los Angeles, Getty Center                            | Musée                                 |
|       | Scène de genre | Jeune Fille gardant ses moutons                             | 1860-1862             | huile sur panneau                     | 38 × 27 cm     | Clark Art Institute, Williamstown                    | Musée                                 |
|       | Nature morte   | Nature morte                                                | 1860-1865             | huile sur toile                       |                | Musée van Gogh, Amsterdam                            | [réf. nécessaire]                     |

## Paysage et atmosphères Années 1860-1870
| Image | Thème          | Titre                                                                                          | Date                | Technique                            | Dimensions      | Lieu de Conservation                      | Référence            |
| ----- | -------------- | ---------------------------------------------------------------------------------------------- | ------------------- | ------------------------------------ | --------------- | ----------------------------------------- | -------------------- |
|       | Scène de genre | Les Planteurs de pommes de terre                                                               | 1861 vers           | huile sur toile                      | 82,5 × 101,3 cm | Musée des Beaux-Arts (Boston)             | Musée                |
|       | Paysage        | La Plaine de Chailly avec herse et charrue                                                     | 1862                | huile sur toile                      | 60 × 74 cm      | Österreichische Galerie, Vienne           | Musée                |
|       | Scène de genre | Berger s'occupant de son troupeau                                                              | 1862 vers           | huile sur toile                      | 82 × 100 cm     | Musée de Brooklyn                         | Musée                |
|       | Scène de genre | Le Passage des oies sauvages                                                                   | 1862-1863           | pastel sur papier                    | 37 × 30 cm      | Collection privée, Vente 2018             | Catalogue Christie's |
|       | Nature morte   | Poires                                                                                         | 1862-1866           | huile sur panneau                    | 18 × 25 cm      | Musée des Beaux-Arts (Boston)             | Musée                |
|       | Scène de genre | Bergère avec son troupeau                                                                      | 1863 vers           | huile sur toile                      | 81 × 101 cm     | musée d'Orsay, Paris                      | Musée                |
|       | Scène de genre | La Gardeuse d'oies                                                                             | 1863 vers           | huile sur toile                      | 38 × 46 cm      | Walters Art Museum , Baltimore            | Musée                |
|       | Scène de genre | Paysans ramenant à la maison un veau né dans les champs                                        | 1864                | huile sur toile                      | 81 × 100 cm     | Art Institut of Chicago                   | Musée                |
|       | Scène de genre | Le Semeur                                                                                      | 1865                | Pastel sur papier                    | 47 × 37 cm      | Clark Art Institute                       | Musée                |
|       | Allégorie      | Printemps (Daphnis et Chloë) Étude                                                             | 1865 avant          | huile sur toile                      | 46 × 38 cm      | Victoria & Albert Museum, Londres         | Musée                |
|       | Allégorie      | Printemps (Daphnis et Chloë) cycle sur les quatre saisons pour la décoration de l'hôtel Thomas | 1865 vers           | huile sur toile                      | 235 × 14 cm     | Musée national de l'art occidental, Tokyo | Musée                |
|       | Allégorie      | L'Été ou Cérès cycle sur les quatre saisons pour la décoration de l'hôtel Thomas               | 1865 vers           | huile sur toile                      | 266 × 165 cm    | Musée des beaux-arts de Bordeaux          | Base Joconde         |
|       | Scène de genre | Berger gardant son troupeau                                                                    | 1865 vers           | Pastel sur papier                    | 75 × 98 cm      | Musée des Beaux-Arts de Reims             | Musée                |
|       | Portrait       | Gauthier                                                                                       | 1865 vers           | huile sur toile                      | 21 × 16 cm      | Palais des Beaux-Arts de Lille            | Musée                |
|       | Scène de genre | La Fin de la journée; effet du soir                                                            | 1865- 1867          | huile sur toile                      | 60 × 73 cm      | Collection privée, Vente 2011             | Musée                |
|       | Scène de genre | Bergère                                                                                        | 186O fin des années | Pastel sur contreplaqué              | 31 × 44 cm      | Musée national de Varsovie                | Musée                |
|       | Scène de genre | La Méridienne                                                                                  | 1866                | Pastel sur papier                    | 29 × 42 cm      | Musée des Beaux-Arts (Boston)             | Musée                |
|       | Paysage        | En Auvergne                                                                                    | 1866                | Huile sur toile                      | 81 × 100 cm     | Art Institute of Chicago                  | Musée                |
|       | Scène de genre | La Baratteuse                                                                                  | 1866 vers           | Pastel sur papier                    | 122 × 85 cm     | Musée d'Orsay, Paris                      | Musée                |
|       | Scène de genre | La Gardeuse d'oie                                                                              | 1866-1867           | huile sur toile                      | 46 × 56 cm      | Tokyo Fuji Art Museum                     | Musée                |
|       | Scène de genre | Le Moissonneur                                                                                 | 1866-1867           | pastel sur carton                    | 96 × 68 cm      | Musée d'Art de Hiroshima                  | Musée                |
|       | Scène de genre | Berger rappelant le troupeau                                                                   | 1866-1872           | huile sur panneau d'acajou           | 11 × 15 cm      | Ashmolean Museum                          | Musée                |
|       | Paysage        | Soleil couchant                                                                                | 1867 vers           | pastel sur carton                    | 41 × 51 cm      | Musée d'art de Hiroshima                  | Musée                |
|       | Paysage        | L'Arrivée de l'orage                                                                           | 1867-1868           | pastel sur papier                    | 42 × 54 cm      | Musée des Beaux-Arts (Boston)             | Musée                |
|       | Scène de genre | La Fileuse, chevrière auvergnate                                                               | 1868-1869           | huile sur toile                      | 92 × 73 cm      | Musée d'Orsay, Paris                      | Musée                |
|       | Scène de genre | Récolte du sarrasin                                                                            | 1868-1870           | pastel sur papier                    | 76 × 98 cm      | Musée des Beaux-Arts (Boston)             | Musée                |
|       | Scène de genre | La Petite Bergère                                                                              | 1868-1872           | huile sur panneau                    | 36 × 25 cm      | Art Institut of Chicago                   | Musée                |
|       | Paysage        | Le Printemps                                                                                   | 1868-1873           | huile sur toile                      | 86 × 111 cm     | musée d'Orsay, Paris                      | Musée                |
|       | Portrait       | La Couseuse                                                                                    | vers 1869           | huile sur toile                      | 33 × 25 cm      | Musée des Peintres de Barbizon            | Musée                |
|       | Scène de genre | La Leçon de tricot                                                                             | 1869                | huile sur toile                      | 101 × 83 cm     | Musée d'Art de Saint-Louis, Missouri      | Musée                |
|       | Scène de genre | La Cueillette des haricots                                                                     | 1870                | huile sur toile                      | 41 × 33 cm      | Dayton Art Institute                      | Musée                |
|       | Paysage        | Falaises à Gruchy                                                                              | 1870-1871           | huile sur toile                      | 60 × 74 cm      | Musée des Beaux-Arts (Boston)             | Musée                |
|       | Scène de genre | Femme cousant sous la lampe                                                                    | 1870-1872           | huile sur toile                      | 101 × 82 cm     | The Frick Collection, New York            | Musée                |
|       | Portrait       | Jeune Bergère                                                                                  | 1870-1872           | huile sur toile                      | 162 × 113 cm    | Musée des Beaux-Arts (Boston)             | Musée                |
|       | Portrait       | Tête de paysanne, étude                                                                        | 1872                | huile sur bois                       | 41 × 37 cm      | Petit Palais, Paris                       | Musées de Paris      |
|       | Paysage        | Paysage d'automne avec un troupeau de dindes                                                   | 1872-1873           | huile sur toile                      | 81 × 99 cm      | Metropolitan Museum of Art, New York      | Musée                |
|       | Paysage        | Falaise de Gréville                                                                            | 1871                | pastel sur papier                    | 85,1 × 110,2 cm | Musée d'Art Ōhara, Kurashiki              | Musée                |
|       | Paysage        | Rochers à Gréville                                                                             |                     |                                      |                 | Musée des Beaux-Arts de Leipzig           | [réf. nécessaire]    |
|       | Paysage        | La Côte à Gréville                                                                             |                     | Huile sur toile                      | 60 × 73 cm      | Nationalmuseum, Stockholm                 | Musée                |
|       | Paysage        | Bateau de pêche                                                                                | 1871                | Huile sur toile                      | 25 × 33 cm      | Musée des Beaux-Arts (Boston)             | Musée                |
|       | Paysage        | Une laitière normande à Gréville                                                               | 1871                | Huile sur toile marouflée sur carton | 80 × 56 cm      | Musée d'Art du comté de Los Angeles       | Musée                |
|       | Paysage        | La Gardienne du troupeau                                                                       | 1871                | huile sur toile                      | 72 × 91 cm      | Art Institute of Chicago                  | Musée                |
|       | Paysage        | L'Église de Gréville                                                                           | 1871-1874           | huile sur toile                      | 60 × 73 cm      | Musée d'Orsay, Paris                      | Musée                |
|       | Nature morte   | Le Bouquet de marguerites                                                                      | 1871 vers           | pastel sur papier                    | 70 × 83 cm      | musée d'Orsay, Paris                      | Musée                |
|       | Portrait       | La Famille paysanne                                                                            | 1871-1872           | huile sur toile                      | 110 × 81 cm     | National Museum Cardiff                   | Musée                |
|       | Scène de genre | L'Appel des vaches                                                                             | 1872 vers           | huile sur bois                       | 94,6 × 64,8 cm  | New York, Metropolitan Museum of Art      | Musée                |
|       | Scène de genre | Le Parc à moutons, clair de lune                                                               | 1872 vers           | huile sur bois                       | 39 × 57 cm      | Musée d'Orsay, Paris                      | Musée                |
|       | Scène de genre | Chasse des oiseaux avec les feux                                                               | 1874                | huile sur toile                      | 74 × 93 cm      | Philadelphia Museum of Art                | Musée                |
|       | Scène de genre | Leçon de couture                                                                               | 1874                | huile sur toile                      | 82 × 65 cm      | Musée des Beaux-Arts (Boston)             | Musée                |

## Dates non documentées
| Image | Thème          | Titre                            | Date | Technique       | Dimensions | Lieu de Conservation                      | Référence          |
| ----- | -------------- | -------------------------------- | ---- | --------------- | ---------- | ----------------------------------------- | ------------------ |
|       | Scène de genre | La Petite Bergère                |      | huile sur toile | 32 × 25 cm | musée d'Orsay, Paris                      | Musée              |
|       | Scène de genre | Le Retour du troupeau            |      | huile sur toile | 46 × 38 cm | musée d'Orsay, Paris                      | Musée              |
|       | Portrait       | Madame Eugène Félix Lecourtois   |      | huile sur toile | 73 × 59 cm | musée d'Orsay, Paris                      | Musée              |
|       | Paysage        | Paysage aux meules de foin       |      | huile sur bois  | 27 × 35 cm | Musée des Beaux-Arts d'Agen               | Catalogue du Musée |
|       | Paysage        | La Ferme du Tourp                |      |                 | 27 × 35 cm | Musée Thomas-Henry, Cherbourg-en-Cotentin | [réf. nécessaire]  |
|       | Paysage        | Paysage forestier avec baigneurs |      |                 | 25 × 35 cm | Kunsthistorisches Museum, Vienne          | Musée              |
|       | Portrait       | Paysanne de Bourgogne            |      | huile sur toile | 57 × 46 cm | Bowes Museum, Barnard Castle              | Musée              |
|       | Nature morte   | Nature morte aux navets          |      |                 |            | Musée national des Beaux-Arts d'Alger     | [réf. nécessaire]  |